# Сивади, Ардо
Ардо Сивади (эст. Ardo Sivadi, урождённый Анатол Сивард (Сийвард); 11 марта 1900, Нарва — 24 мая 1966, Таллин) — эстонский и советский художник.

## Биография
Родился в Нарве в семье чиновника льняной фабрики. Учился в училище Товарищества Льнопрядильной мануфактуры, в 1911—1919 годах — в Нарвской мужской гимназии, где еще будучи гимназистом был помощником художника Семенова, выполнявшего заказы по росписи церквей в Нарве.
Зимой 1921 года поступил в Нарвское художественно-промышленное училище. В 1922 году поступил в художественную школу «Паллас» в Тарту, где с перерывами учился в мастерских Конрада Мяги и Адо Ваббе и окончил ее в 1932 году. После окончания школы Сивади работал художником в Нарве, пока в следующем году не уехал в Таллин, где работал учителем рисования в школах. Совершенствовался в 1938 году как стипендиат в Берлине и Париже.
В 1941 г. Ардо Сивади был мобилизован в Красную Армию. Корабль «Эстиранд» направлялся в Ленинград, когда в него попала бомба. Сивади пережил кораблекрушение и добрался до острова Прангли.
Виды городов составляют важную часть творчества художника: его родного города Нарвы, Раквере, где он работал учителем рисования, и Таллина, где позже поселился художник.